# Ulrico Kostner
Udalrico Tobia „Ulrico“ Kostner (* 31. Januar 1946 in St. Ulrich in Gröden) ist ein ehemaliger italienischer Skilangläufer.

## Werdegang
Kostner errang in den Jahren 1968 sowie 1970 jeweils den 16. Platz beim Holmenkollen Skifestival und belegte bei den Nordischen Skiweltmeisterschaften 1970 in Štrbské Pleso den 24. Platz über 30 km, den 23. Rang über 50 km, den 13. Platz über 15 km sowie den sechsten Platz mit der Staffel. Im folgenden Jahr wurde er Neunter beim Holmenkollen Skifestival. Bei seiner ersten Teilnahme an Olympischen Winterspielen im Februar 1972 in Sapporo kam er auf den 24. Platz über 30 km und zusammen mit Carlo Favre, Elviro Blanc und Renzo Chiocchetti auf den neunten Platz mit der Staffel. Zwei Jahre später erreichte er bei den Nordischen Skiweltmeisterschaften in Falun den 39. Platz über 30 km und den 21. Rang über 50 km und in der Saison 1974/75 den dritten Platz mit der Staffel beim internationalen Wettbewerb in Le Brassus. Diese Platzierung wiederholte er dort auch in der Saison 1975/76 und belegte bei den nachfolgenden Olympischen Winterspielen 1976 in Innsbruck den 41. Platz über 30 km sowie zusammen mit Renzo Chiocchetti, Tonino Biondini und Giulio Capitanio den siebten Rang mit der Staffel. Letztmals international startete er in der Saison 1977/78. Dabei errang er den 14. Platz beim Holmenkollen Skifestival und lief bei den Nordischen Skiweltmeisterschaften 1978 in Lahti auf den 31. Platz über 30 km, auf den 27. Rang über 50 km sowie zusammen mit Maurilio de Zolt, Roberto Primus und Giulio Capitanio auf den 11. Platz mit der Staffel. Bei italienischen Meisterschaften siegte er fünfmal über 50 km (1968–1970, 1973, 1975) sowie jeweils zweimal über 30 km (1969, 1976) und 15 km (1973, 1974). Zudem gewann er in den Jahren 1971 und 1978 den Marcialonga.

## Teilnahmen an Weltmeisterschaften und Olympischen Winterspielen

### Olympische Spiele
- 1972 Sapporo: 9. Platz Staffel, 24. Platz 30 km
- 1976 Innsbruck: 7. Platz Staffel, 41. Platz 30 km

### Nordische Skiweltmeisterschaften
- 1970 Štrbské Pleso: 6. Platz Staffel, 13. Platz 15 km, 23. Platz 50 km, 24. Platz 30 km
- 1974 Falun: 21. Platz 50 km, 39. Platz 30 km
- 1978 Lahti: 11. Platz Staffel, 27. Platz 50 km, 31. Platz 30 km